# Titkok könyvtára – A Szent Lándzsa küldetés
A Titkok könyvtára – A Szent Lándzsa küldetés (eredeti cím: The Librarian: Quest for the Spear) 2004-ben bemutatott amerikai televíziós fantasy-kalandfilm, a Titkok könyvtára franchise első része. 
A filmet eredetileg az amerikai TNT televízióadón mutatták be 2004 decemberében.

## Cselekmény
Flynn Carsen, a könyvmoly fiatalember egy könyvtárban kap munkát, ám hamarosan kiderül, hogy különleges és fontos feladatot bíztak rá. A könyvtár raktárában őrzik titokban az emberiség legféltettebb kincseit – megóvva őket a gonosz erőktől, – köztük az Excaliburt, Pandora szelencéjét és a Frigyládát. 
Egy nap azonban ellopják a Szent Lándzsát, és a könyvtárosból akcióhős lesz, aki a fél világot átkutatja a felbecsülhetetlen értékű műkincs visszaszerzéséért.    

## Szereplők
| Színész             | Szerep            | Magyar hang      | Magyar hang        |
| Színész             | Szerep            | 1. szinkron      | 2. szinkron        |
| ------------------- | ----------------- | ---------------- | ------------------ |
| Noah Wyle           | Flynn Carsen      | Alföldi Róbert   | Széles Tamás       |
| Sonya Walger        | Nicole Noone      | Orosz Helga      | Zakariás Éva       |
| Bob Newhart         | Judson            | Kristóf Tibor    | Izsóf Vilmos       |
| Jane Curtin         | Charlene          | Borbás Gabi      | Menszátor Magdolna |
| Olympia Dukakis     | Margie Carsen     | Dallos Szilvia   | Tímár Éva          |
| Kyle MacLachlan     | Edward Wilde      | Szakácsi Sándor  | Sörös Sándor       |
| Kelly Hu            | Lana              | Törtei Tünde     | Ősi Ildikó         |
| David Dayan Fischer | Rhodes            | Schneider Zoltán |                    |
| Lisa Brenner        | Debra             | Szabó Gertrúd    | Zsigmond Tamara    |
| Mario Iván Martínez | Harris professzor | Németh Gábor     | Holl Nándor        |
| Clyde Kusatsu       | Főszerzetes       |                  | Botár Endre        |